# 정아율
정아율(1987년 2월 3일 ~ 2012년 6월 13일)은 대한민국의 배우이다. 본명은 정혜진이다. 2011년 길거리 캐스팅 후 가수 연습생 생활을 하다가, 같은 해 배우로 전향하였다. 이후 화장품 광고와 공익광고에 출연하였고, KBS 드라마 《사랑아 사랑아》에서 작은 역할을 맡기도 했다. 2012년 6월 13일 자살로 생을 마감하였다.

## 삶과 경력
정아율은 인천직할시(現 인천광역시)에서 태어나 경상북도 포항시에서 살았으며, 영진전문대학 국제관광과를 졸업하였다. 원래 스튜어디스를 꿈꿨으나 번번이 고배를 마시고 모 디스플레이 기업 회계과에서 직장생활을 하던 중, 2011년 연예 기획사(마이네임 엔터테인먼트)에 의해 길거리 캐스팅된 후 직장을 그만두고 홀로 상경했다. 같은 해 8월부터 3개월 정도 가수 연습생 생활을 하다가 배우로 전향하여, 2011년 11월 정식으로 매니지먼트 계약을 체결하였다. 이후 이듬해 화장품 브랜드 ‘설화수’의 광고와 문화체육관광부의 공익광고에 출연하였고, 첫 작품인 KBS 드라마 《사랑아 사랑아》에 단역인 영심이 역으로 출연하였다.

## 사망
《사랑아 사랑아》에 출연하던 때인 2012년 6월 13일 저녁, 서울 강남에 있는 자택 욕실에서 수건으로 목을 매 숨져 있는 것을 지인들이 발견했다. 언론은 경찰의 말을 인용하여 생활고를 가장 큰 원인으로 보고 있으며, 경제적 어려움으로 인한 우울증으로 극단적인 선택을 한 것 같다고 전했다. 또, 그녀가 3년 전에도 자살 시도를 한 바 있다는 내용이 언론을 통해 보도되기도 했다. 유족 측은 정아율은 우울증을 앓지 않았으며 과거에 자살 시도를 한 바도 없다며 확인되지 않은 이야기가 퍼지는 데 대해 비통함을 표시했다.
한편, 정아율의 어머니는 한 인터뷰에서 정아율이 연예인 생활을 하면서 10원도 벌지 못했으며, 죽기 전 군대에 있는 남동생에게 돈을 빌려달라고 할 정도로 어려운 형편이었다고 말했다. 정아율은 자살 전 6월 10일과 11일 자신의 페이스북에 자살을 암시하는 듯한 글을 남기기도 했다. 6월 15일 화장하였으며, 유골은 정아율의 아버지가 살고 있는 경상북도 봉화군에 안치되었다.

## 출연 작품

### 드라마
- 사랑아 사랑아 (2012년, KBS) - 영심이 역

## 광고
- 문화체육관광부 공익광고 ‘대한민국 구석구석에 해답이 있습니다’ - 실연 편 (2012년)
- 설화수 채담 (2012년)